# Cody Martin (baseball)
Pour les articles homonymes, voir Cody Martin.
Cody Matthew Martin (né le 4 septembre 1989 à Dos Palos, Californie, États-Unis) est un lanceur droitier qui a joué en Ligue majeure de baseball de 2015 à 2017.

## Carrière
Joueur des Bulldogs de l'université Gonzaga, Cody Martin est d'abord repêché en 2010 au 20e tour de sélection par les Twins du Minnesota, mais il ne signe pas avec l'équipe et rejoint l'année suivante les Braves d'Atlanta, qui le choisissent au 7e tour en 2011.
Lanceur partant dans les ligues mineures, Martin fait ses débuts dans le baseball majeur comme lanceur de relève pour les Braves d'Atlanta le 7 avril 2015 face aux Marlins de Miami. Sa moyenne de points mérités se chiffre à 5,40 en 21 manches et deux tiers lancées lors de 21 matchs des Braves en 2015. Le 2 juillet 2015, son contrat est transféré aux Athletics d'Oakland, où Martin termine la saison en accordant 14 points en 9 manches, élevant sa moyenne de points mérités à 7,92 pour la saison.
Le 19 octobre 2015, il est réclamé au ballottage par les Mariners de Seattle.